# Cyanoramphus unicolor
Il parrocchetto delle Antipodi (Cyanoramphus unicolor) è un uccello della famiglia degli Psittaculidi endemico delle Isole Antipodi.

## Distribuzione e habitat
L'areale di questa specie è ristretto alle isole Antipodi, un gruppo di un gruppo di isole sub-antartiche disabitate a sud della Nuova Zelanda, di cui fanno parte territorialmente.